# YOC
Die YOC AG (ISIN: DE0005932735) ist eine börsennotierte Aktiengesellschaft mit Sitz in Berlin, Deutschland. Das Unternehmen wurde im Jahr 2001 gegründet und erstellt Software im Bereich digitaler Markenwerbung. Als Technologieanbieter hat sich YOC auf die Entwicklung nicht-intrusiver Werbeformate spezialisiert, die über die unternehmenseigene Plattform angeboten werden.

## Geschichte
Im Gründungsjahr führte YOC mit der Aktion „Cash or Crash“ eine Kampagne durch, die die Möglichkeiten mobiler Endgeräte als Werbeplattform demonstrieren sollte. Im Rahmen dieser Kampagne wurde ein Porsche 911 an einem Kran am Potsdamer Platz in Berlin in rund 50 Meter Höhe aufgehängt. Teilnehmer der Kampagne konnten per Textnachricht (SMS) darüber abstimmen, ob der Sportwagen verlost oder in die Tiefe stürzen sollte. Über eine Woche hinweg nahmen rund 80.000 Menschen an der Aktion teil, von denen 52 % sich für „Crash“ entschieden. Der Sturz des Porsche markierte die Geburtsstunde von YOC (‚Your Opinion Counts‘), einem der Pioniere des Mobile Advertising.
Nach dem Start der operativen Geschäftstätigkeit in Deutschland führte die zunehmende Nachfrage ab 2003 zur internationalen Expansion, zunächst mit einem Standort in Wien nach Österreich. In den darauffolgenden Jahren expandierte das Unternehmen nach Spanien, Großbritannien und später nach Polen.
Im Juni 2006 fand die Notierungsaufnahme der Aktie der YOC AG im Entry Standard und ab Mai 2009 im Prime Standard der Frankfurter Wertpapierbörse statt. Im gleichen Jahr die YOC-Gruppe die Online Affiliate Marketing Plattform belboon, die durch die Akquisition des bereits 2002 gegründeten Affiliate Netzwerks Adbutler im Jahr 2008 erweitert wurde. Im Juni 2014 verkaufte YOC dann die in der belboon GmbH zusammengeführten Plattformen an den Finanzinvestor Arcus Capital.
2007 übernahm YOC das deutsche Unternehmen Sevenval AG, um der gestiegenen Nachfrage nach mobilen Internetportalen durch softwaregestützte Lösungen nachkommen zu können. Im Rahmen der Restrukturierung des Gesamtunternehmens und der damit einhergehenden Fokussierung auf das Kerngeschäft Mobile Advertising wurde die zwischenzeitlich umfirmierte Sevenval GmbH im Juli 2013 an den Finanzinvestor Berlin Technology Holding weiterverkauft.
Nach einer wirtschaftlich herausfordernden Phase im Zeitraum von 2011 bis 2014 gelang dem Unternehmen mit der Rückkehr des Gründers Dirk Kraus und einer damit verbundenen strategischen Technologie-Offensive die finanzielle Stabilisierung gegen Ende der 2010er-Jahre. Die wirtschaftliche Genesung wurde 2014 mit der Eröffnung eines weiteren Büros in Düsseldorf untermauert.
Das Unternehmen zählt mittlerweile rund 70 % der Fortune 500 als Werbetreibende zu seinen Kunden (darunter McDonald’s, Volkswagen Gruppe, Daimler, Samsung, Sky, Unilever, IKEA, Netflix). Inzwischen sind mehr als 2900 Anbieter von Webseiten und mobilen Applikationen (Publisher) an die Technologie von YOC angebunden.
2020 folgte die Eröffnung des dritten deutschen Standorts in Hamburg. International expandierte die YOC AG durch zwei Akquisitionen in der Schweiz (2022) und in Finnland (2023) sowie durch den Markteintritt in Schweden (2024).
Im Geschäftsjahr 2023 erzielte die YOC AG mit 30,6 Mio. Euro einen Umsatzanstieg von 31 % im Vergleich zum Vorjahr. Das EBITDA stieg im selben Zeitraum um 27 % auf 4,4 Mio. Euro. Über den Zeitraum der Jahre 2020 bis 2023 konnte das Unternehmen eine durchschnittliche Wachstumsrate (CAGR) in Höhe von knapp 20 % p. a. verzeichnen. Nach vorläufigen Zahlen wuchs der Umsatz des Unternehmens im Geschäftsjahr 2024 auf 35,0 Mio. Euro und es wurde ein EBITDA in Höhe von 5,2 Mio. Euro erzielt. Das Wachstum der Gesellschaft setzte sich im Geschäftsjahr 2024 fort. Besonders die kontinuierlich wachsende Nachfrage nach den Produktlösungen auf Basis künstlicher Intelligenz einerseits (YOC Universal Video Solutions, YOC Universal Display Solution) und Identity Intelligence (Ansatz für verbesserte Zielgruppenansprache) tragen zu dieser Entwicklung bei.

## Produkte
YOC entwickelt proprietäre digitale Werbeformate beziehungsweise Lösungen, um die Monetarisierung digitaler Inhalte von Publishern zu maximieren sowie die Kampagnenreichweite für Werbekunden zu erhöhen. Zu den zentralen Angeboten gehören:
- High-Impact Werbeformate: Entwicklung von Werbeformaten für mobile Web- als auch für App-Umgebungen.[17]/[18]

- YOC Universal Solutions: Ermöglicht Werbetreibenden ihre Videoformate automatisch in verschiedene Werbeformate umzuwandeln. Durch den Einsatz künstlicher Intelligenz soll die Sichtbarkeit und Wirkung von Videoanzeigen auf verschiedenen Plattformen erhöht werden.[19]